# Asbóth József (műsorvezető)
Asbóth József (Dunamocs, 1953. október 27. –) magyar újságíró, műsorvezető.

## Életpályája
Felvidéken született, alap- és középiskoláit is ott végezte. 1972-től az Eötvös Loránd Tudományegyetem Bölcsészettudományi Karára járt, magyar–angol szakra. A diploma megszerzése után, 1977–78-ban a pozsonyi székhelyű Tatratur utazási iroda vezérigazgatója volt.
1978-tól a Csehszlovák Rádió hírolvasó bemondója volt, ezenkívül a magyar nyelvű adás adásvezetőjeként tevékenykedett a rádiónál.
1980-ban pedagógusként helyezkedett el a Komáromi Magyar Tannyelvű Gimnáziumban, ahol magyart és angolt tanított.
Később a Csehszlovák Televízió magyar nyelvű adásának műsorvezetője volt.
Az 1990-es évek elején a Duna Televíziónál kezdett el dolgozni. Bemondó és hírolvasó volt, ezenkívül műsorszerkesztési feladatokat is kapott, de tudósítóként is kipróbálhatta magát.
A Duna Televízió Kívánságkosár című műsorának műsorvezetője volt, legtöbbször kollégáival együtt. Ezenkívül a Dankó Rádióban is vezetett műsorokat.